# Бум! (фільм, 1968)
«Бум!» (англ. Boom!) — американський художній фільм 1968 року режисера Джозефа Лоузі. Екранізація п'єси Теннессі Вільямса «Віз молочаря тут не зупиняється».

## Сюжет
Флора Гофорт (Елізабет Тейлор) — невиліковно хвора жінка, мультимільйонерка, господиня прекрасної вілли на власному острові в Середземному морі оточена сонмом слуг. Вона пережила шістьох чоловіків і коротає час диктуючи свої нескінченні мемуари слугам, передчуваючи швидку смерть. На острів припливає таємничий чоловік, Крістофер Фландерс (Річард Бертон), на прізвисько «Ангел смерті», який в минулому видав книгу віршів. Змучена своєю самотністю Флора розкриває свою душу Фландерсові, який перебуває разом з нею в її смертну годину, хоч насправді є звичайним пройдисвітом …

## Ролі виконують
- Елізабет Тейлор — Флора Гофорт
- Річард Бертон — Крістофер Фландерс
- Ноел Ковард — Відьма з Капрі
- Джоанна Шимкус — міс Блек
- Майкл Данн[en] — Руді

## Навколо фільму
- Теннессі Вільямс вважав, що це найкраща екранізація серед всіх його п’єс, однак глядачі фільм не оцінили, що й відбилося на прибутках від продажу квитків.
- Спочатку роль персонажа Кріса Фландерса, як в п’єсі, повинен був грати 29-річний Джеймс Фокс, однак Елізабет Тейлор наполягала на тому, щоб роль віддали її 43-річному чоловікові Річардові Бертону.
- Це восьмий з одинадцяти фільмів, в яких подружжя Елізабет Тейлор та Річард Бертон знялися разом.
- Сума зарплат Елізабет Тейлор і Річарда Бертона становила два мільйони п'ятсот тисяч доларів загального бюджету цього фільму.
- Цей фільм був знятий за сім тижнів і не вийшов за рамки часового графіка, також не перевершив бюджет.